# Ughele
L’ughele (ou ugele) est une des langues de Nouvelle-Irlande, parlée par 1 200 locuteurs dans la Province occidentale, île Rendova, extrémité nord.